# Azilia formosa
Azilia formosa là một loài nhện trong họ Tetragnathidae.
Loài này thuộc chi Azilia. Azilia formosa được Eugen von Keyserling miêu tả năm 1881.